# 函岳
函岳（はこだけ）は、北海道中川郡美深町と中川郡音威子府村、枝幸郡枝幸町の3町村にまたがる標高1,129.3mの山。山頂には一等三角点「凾岳」が設置されている。北海道の百名山に選定されている。

## 概要
北見山地を構成する一峰で、道北では高峰であり、利尻山を除き函岳より北に高い山はないため眺望がいい。山体が大きくなだらかな山であり、道北スーパー林道と呼ばれる林道が美深から歌登へ約40kmにわたって加須美峠を経由して存在し、加須美峠からも函岳山頂手前の函岳ヒュッテまで林道が伸びているため、山頂近くまで車で向かうことが可能である。山頂には函岳レーダー雨雪量観測所が設置されており、降雨雪量を計測している。

## 山名と伝承

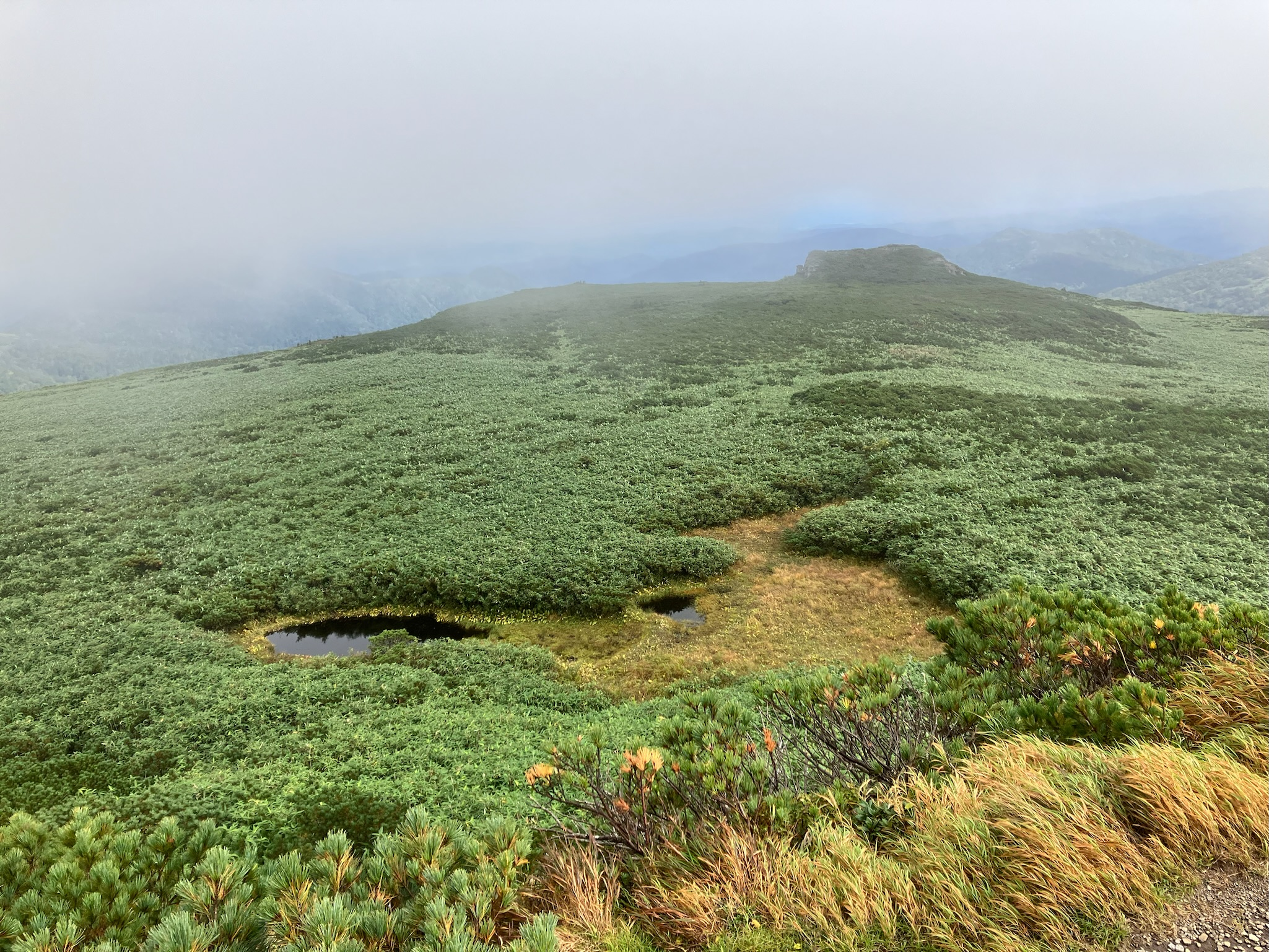
函岳山頂にある池塘と「函」の岩

「函岳」は和名であり、1971年版の美深町史によれば、アイヌ語名は「ペペケナイエトコ（「ペペケナイ川の行き着く先（水源）」の意味）」と呼ばれている。しかし1897年の北海道実測切図には「シュポペルシケ山」と記載されており、アイヌ語の意味としては「シュポプ・エ・ロシキ・プ（函・そこに・立っている・者）」とされ、山頂部に「函」に似た岩（露頭）があることが由来と言われている。また和名はこの「函」に似た岩があることからつけられた。
アイヌの伝承では、かつて大津波が襲った際に人々は舟に乗って逃げ、わずかに水面から函岳の山頂が出ていたことで、そこに避難した人々は助かり、その際に舟に積んでいた宝物が入った函がそのまま岩になったという伝説がある。

## 登山
先述の通り、山中は林道が伸びており山頂間近の函岳ヒュッテまで林道が通じており車で山頂付近まで行くことが可能である。しかし路面は全体的にダートであるため、走行には注意が必要。また林道は冬季閉鎖になる他、大雨などの天候により通行止めになることもあるため、事前に確認することが重要である。

### 美深町から
国道40号から道道680号へと入り、道北スーパー林道へ入る。林道入口から約17km行くと加須美峠に到着し左折する。加須美峠からは約10kmほど進むと函岳ヒュッテに到着する。

### 歌登から
道道120号沿い、牽牛橋西側から道北スーパー林道へ入る。約20km行くと加須美峠に到着し右折する。加須美峠からは約10kmほど進むと函岳ヒュッテに到着する。
道北スーパー林道は冬季閉鎖するため、冬季はクトンベツ沢川支流のトヨンミス川から山頂西側の尾根を登るルート、もしくは咲来峠からパンケサックル川沿いを歩き山頂北西側の尾根を登るルートが多く、また冬季は函岳北側の屋根棟山を訪れる人もいる。